# Кенес (Меркенський район)
Кене́с (каз. Кеңес) — село у складі Меркенського району Жамбильської області Казахстану. Адміністративний центр Кенеського сільського округу.
Населення — 1977 осіб (2021; 2332 у 2009, 2343 у 1999, 2656 у 1989).